# Аполипопротеин A1
Аполипопротеин A1 (АпоА-I, англ. Apolipoprotein A-I, ApoA-I) — аполипопротеин плазмы крови. Основной белок носителя «хорошего холестерина» — липопротеинов высокой плотности, входит также в состав хиломикронов. Типичный амфифильный переносимый белок липопротеинов.

## Структура и роль
АпоA1 содержит 243 аминокислоты, молекулярная масса 28,1 кДа. Состоит из нескольких повторяющихся фрагментов, разделённых пролинами. Вторичная структура апоА1 включает амфифильную α-спираль, то есть спираль, одна сторона которой — гидрофобная и связана с липидом, а противоположная — гидрофильная и экспонирована в водную среду. Так же как апоС апобелки и апоЕ он относится к обмениваемым аполипопротеинам. АпоА1 является активатором лецитинхолестеринацилтрансферазы (ЛХАТ). Он синтезируется в печени и кишечнике. Печёночный белок является основой для образующихся ЛПВП, которые в процессе действия ЛХАТ превращаются в зрелые частицы ЛПВП. АпоА1, синтезированный в кишечнике, входит в состав хиломикронов, но в процессе липолиза в крови быстро переносится на ЛПВП, поэтому остатки хиломикронов уже не содержат апоА1.

## Ген
Ген APOA1, кодирующий белок апоА1 человека, локализуется в хромосоме 11 и находится в тесном комплексе с аполипопротеинами апоС3 и апоА4. Известна редкая наследственная мутация, которая приводит к нарушению 2 белков — недостаточность апоС3 и апоА1. При этом она связана с развитием раннего атеросклероза.

## Полиморфизм
Описано несколько изоформ апоА1, в основном точечных мутаций. Однако лишь одна (апоА1Милан) приводит к умеренному снижению уровню ЛПВП.

## Референсный диапазон
Нормальные уровни апоА1 в гемоплазме различны для мужчин и женщин: 1,1—2,05 и 1,25—2,15 г/л, соответственно, при использовании нефелометрического метода.